# عرباتي

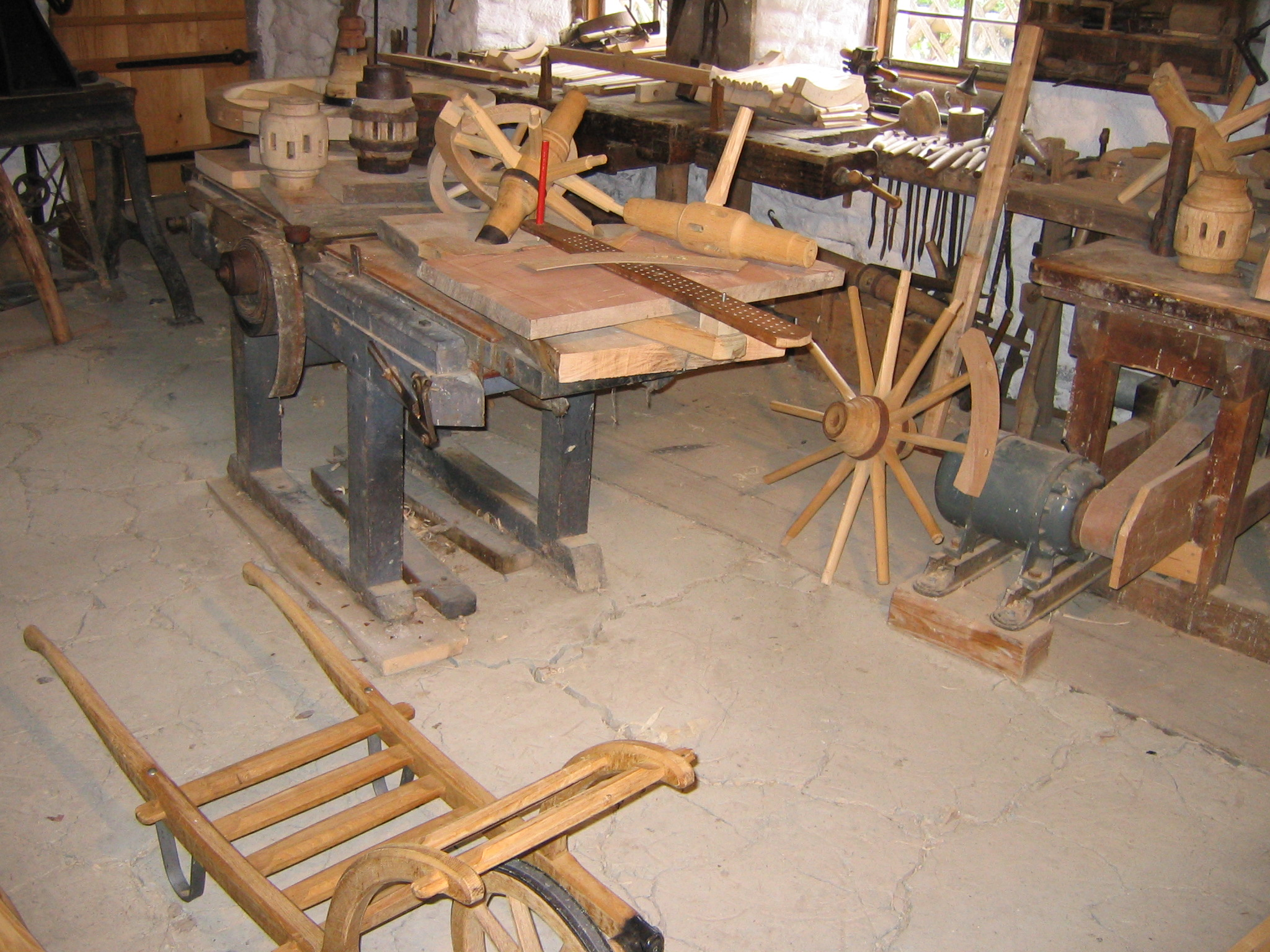
ورشة العرباتي

العرباتيّ أو العرَّاب أو صانع العربات حرفي ماهر في صناعة وإصلاح العربات. يستعين العرباتي بالعديد من الحرفيين كالعجَّال (أي صانع العجلات) والحداد والدهَّان